# 塞图特
塞图特（Setut）或塞恩...（Senen...） 是古埃及第九王朝的一位法老（第一中间时期，公元前2160至2130年间）。
自塞图特仅通过他出现于都灵王表的第四列第二十二行的不完整的姓名Senen[...]被确切地了解以来，现代考古学尚未发现关于这位统治者存在的证据。他应该在奈布考里赫提或瓦哈里赫提一世之后统治了赫拉克来俄波利斯，成为了第九王朝晚期一名短暂的统治者。他由同时期一位未知的法老继任。